# Макхейл, Джоэл
Джо́эл Э́двард Макхе́йл (англ. Joel Edward McHale; род. 20 ноября 1971, Рим, Италия) — американский актёр, комик, сценарист и телеведущий. Наиболее известен по роли Джеффа Уингера в телесериале «Сообщество».

## Ранняя жизнь
Макхейл, средний из трёх братьев, родился в Риме 20 ноября 1971 года. Его мать Лори — из Ванкувера (Британская Колумбия, Канада), а отец Джек — из Чикаго. Макхейл и его братья родились в Риме, поскольку их отец работал в Римском кампусе Чикагского университета Лойолы. Он вырос в Сиэтле (Вашингтон), а также два года жил в Хаддонфилде (Нью-Джерси), прежде чем вернулся назад в Сиэтл. Окончил школу Мерсер-Айленда (англ. Mercer Island High School). Также он посещал молодёжный театр Северо-Запада (англ. Youth Theatre Northwest).
Макхейл получил степень бакалавра истории в Вашингтонском университете в 1995 году. Во время учёбы в университете, он «в течение трёх ужасных месяцев» принадлежал к братству «Theta Chi».
Он был принят в команду по гребле, но позже вошёл в команду по американскому футболу, где играл там в течение двух лет. Макхейл получил степень магистра изящных искусств по программе профессиональной подготовки актёров в университете штата Вашингтон.

## Карьера
После получения степени магистра МакХейл переехал в Лос-Анджелес, где получал небольшие роли в телесериалах (среди них: «Охотница», «Уилл и Грейс», «C.S.I: Майами»). К этому времени он также успел сняться в фильме «Человек-паук 2» в небольшой роли банковского менеджера. После он снялся ещё в нескольких эпизодических ролях в фильмах «Короли Догтауна», «У Мини это в первый раз» и «Луковые новости». В 2008 году Макхейл к тому же озвучил оленя Эллиота в анимационном фильме «Сезон охоты 2». После актёр получил ведущие роли в нескольких фильмах, среди которых: «Информатор» Стивена Содерберга и «Дети шпионов 4D» Роберта Родригеса. Наибольшую популярность, однако, Макхейлу принесла главная роль в комедийном телесериале «Сообщество». Джефф, эгоистичный и высокомерный адвокат, работавший без лицензии и пришедший в общественный колледж получить диплом, стал одним из лучших персонажей сериала. Также был одним из ведущих VGX 2012.
В 2016—2017 годах Макхейл сыграл главную роль Джона Гордона в сериале «В четырёх стенах» — роль авантюрного путешественника-репортёра, вынужденного адаптироваться к временам, когда он становится руководителем группы «двухтысячников» в цифровом департаменте журнала.
В конце 2017 года вместе с Мелиссой Маккарти, Майей Рудольф и Элизабет Бэнкс снялся в комедии «Игрушки для взрослых». Джоэл играет сурового агента ФБР, который ведёт расследование серии загадочных убийств, прокатившихся по Лос-Анджелесу. Фильм вышел в России 27 сентября 2018 года.

## Личная жизнь
С 20 июля 1996 года женат на Саре Уильямс. У супругов двое детей — сыновья Эдвард Рой (род. 2005) и Айзек Хейден (род. 13 марта 2008).

## Фильмография
| Год       |    | Русское название                                  | Оригинальное название                    | Роль                              |
| --------- | -- | ------------------------------------------------- | ---------------------------------------- | --------------------------------- |
| 2000      | с  | Охотница                                          | The Huntress                             | клоун Куики                       |
| 2001      | с  | Уилл и Грейс                                      | Will & Grace                             | Йен                               |
| 2004      | ф  | Человек-паук 2                                    | Spider-Man 2                             | мистер Джекс                      |
| 2005      | ф  | Короли Догтауна                                   | Lords of Dogtown                         | телерепортёр                      |
| 2005      | с  | C.S.I.: Место преступления Майами                 | CSI: Miami                               | Грег Уэлш, менеджер банка         |
| 2006      | ф  | У Мини это в первый раз                           | Mini's First Time                        | хозяин                            |
| 2007      | с  | Компьютерщики                                     | The IT Crowd                             | Рой                               |
| 2007      | с  | Мёртвые до востребования                          | Pushing Daisies                          | Гарольд Хандин                    |
| 2007—2009 | мс | Робоцып                                           | Robot Chicken                            | разные персонажи                  |
| 2008      | ф  | Луковые новости                                   | The Onion Movie                          | офисный работник                  |
| 2008      | мф | Сезон охоты 2                                     | Open Season 2                            | Эллиот                            |
| 2009      | ф  | Информатор                                        | The Informant!                           | специальный агент ФБР Боб Херндон |
| 2009—2015 | с  | Сообщество                                        | Community                                | Джефф Уингер                      |
| 2011      | ф  | Дети шпионов 4D                                   | Spy Kids: All the Time in the World      | Уилбур Уилсон                     |
| 2011      | ф  | Сколько у тебя?                                   | What's Your Number?                      | Роджер                            |
| 2011      | ф  | Большой год                                       | The Big Year                             | Барри Лумис                       |
| 2012      | ф  | Третий лишний                                     | Ted                                      | Рекс                              |
| 2012      | с  | Сыны анархии                                      | Sons of Anarchy                          | Уоррен                            |
| 2014      | ф  | Смешанные                                         | Blended                                  | Марк                              |
| 2014      | ф  | Избави нас от лукавого                            | Deliver Us from Evil                     | Батлер                            |
| 2016—2018 | с  | Секретные материалы                               | The X-Files                              | Тэд О’Мэлли                       |
| 2016      | с  | Доктор Кен                                        | Dr. Ken                                  | Росс                              |
| 2016—2017 | с  | В четырёх стенах                                  | The Great Indoors                        | репортёр Джек Гордон              |
| 2017      | с  | Измерение 404                                     | Dimension 404                            | доктор Мэттью Мэйкер              |
| 2020      | с  | Сумеречная зона                                   | The Twilight Zone                        | учёный Орсон Радд                 |
| 2020—2022 | с  | Старгёрл                                          | Stargirl                                 | Сильвестр Пембертон / Стармен     |
| 2021      | ф  | Отчаянные аферистки                               | Queenpins                                | Рик                               |
| 2021      | ф  | Счастливо                                         | Happily                                  | Том                               |
| 2022—2024 | с  | Медведь                                           | The Bear                                 | Шеф-повар Дэвид                   |
| 2022      | ф  | Семь лиц Джейн                                    | The Seven Faces of Jane                  | Майкл                             |
| 2023      | с  | Крапополис                                        | Krapopolis                               | Спортивный комментатор №1         |
| 2023      | ф  | Парашют                                           | Parachute                                | Джейми                            |
| 2023—2024 | с  | Контроль за животными                             | Animal Control                           | Фрэнк Шоу                         |
| 2023      | мф | Легенды «Смертельной битвы»: Бой Кейджа           | Mortal Kombat Legends: Cage Match        | Джонни Кейдж                      |
| 2023      | ф  | Крик. Ночь перед Рождеством                       | It's a Wonderful Knife                   | Дэвид Карратерс                   |
| 2023      | ф  | Офисные бега                                      | Office Race                              | Спенсер                           |
| 2024      | ф  | Тим Трэверс и парадокс путешественника во времени | Tim Travers & the Time Travelers Paradox | Джеймс Банретти                   |
| 2024      | мс | Симпсоны                                          | The Simpsons                             | камео                             |
| 2024      | мс | Американский папаша!                              | American Dad!                            | архитектор                        |